# Nesselsdorf E
Nesselsdorf E (укр. Нессельдорф Е) — модель австро-угорського товариства «Нессельдорфська Вагонобудівна Фабрика» (сьогодні Копрівніце, Моравія, Чехія).
Автомобіль традиційно для перших моделей Нессельдорф отримав опозитний 2-циліндровий мотор об'ємом 3775 см³ потужністю 16-18 к.с.. Він був розміщений під підлогою салону перед задньою віссю. Автомобіль розвивав швидкість 52 км/год. Перша модель із закритою кабіною пасажирів з дверима з склом, дахом. На шасі встановлювали 2- і 4-місні кузови ландо. Було виготовлено 8-10 машин. Один Nesselsdorf E зі знімним твердим дахом отримав король Бельгії.